# 東海商業中心

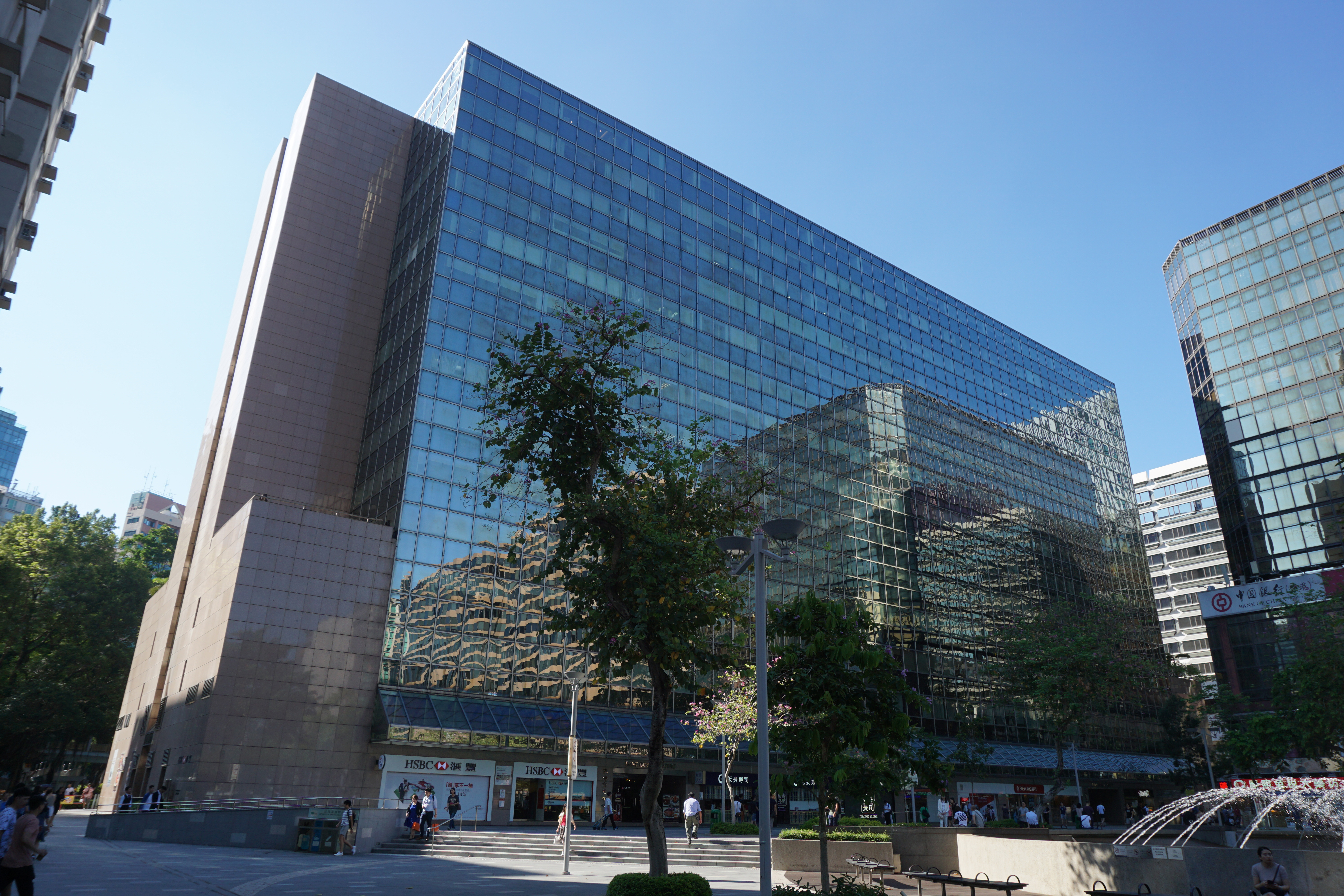
東海商業中心

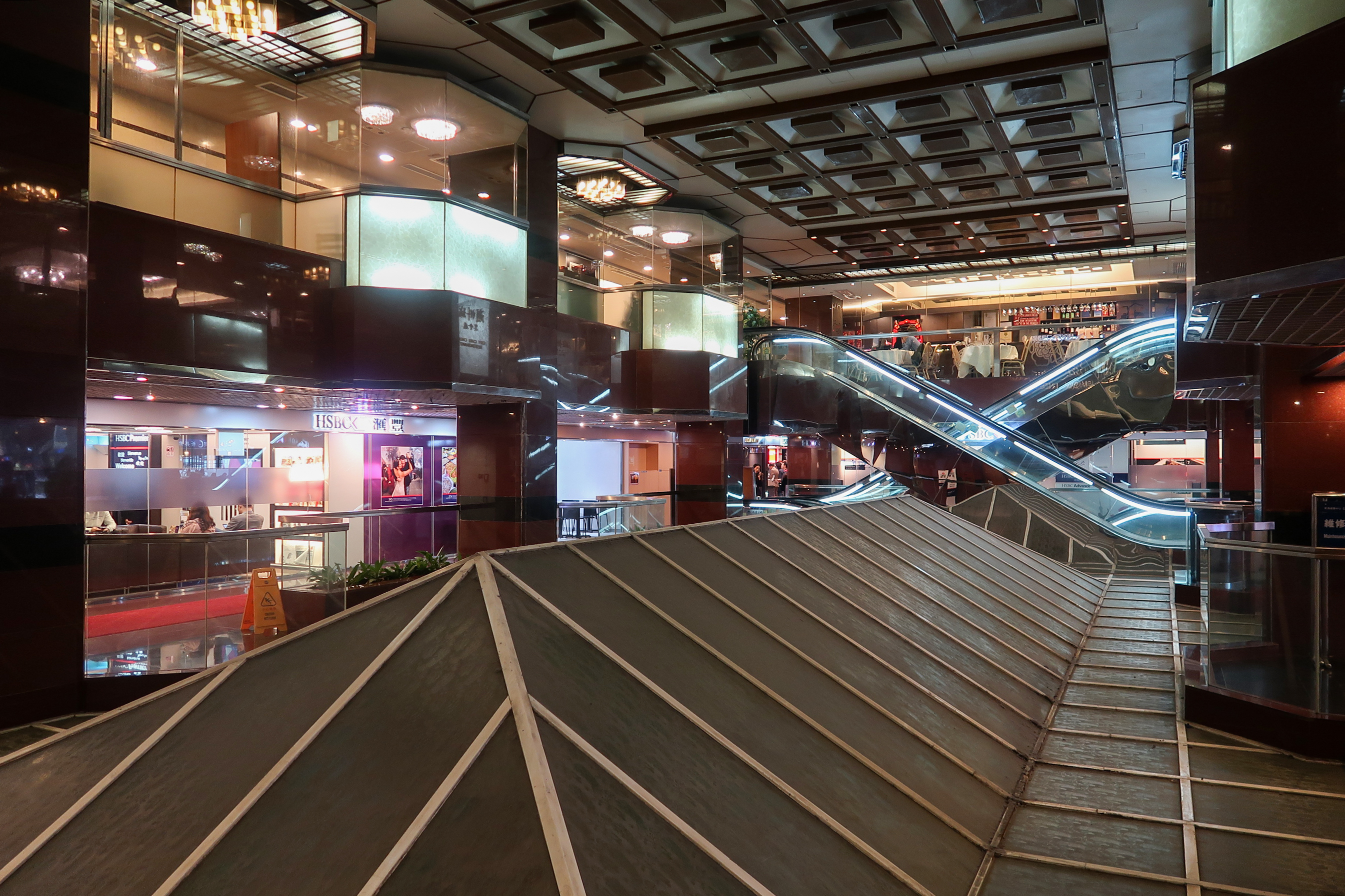
東海商業中心商場中庭

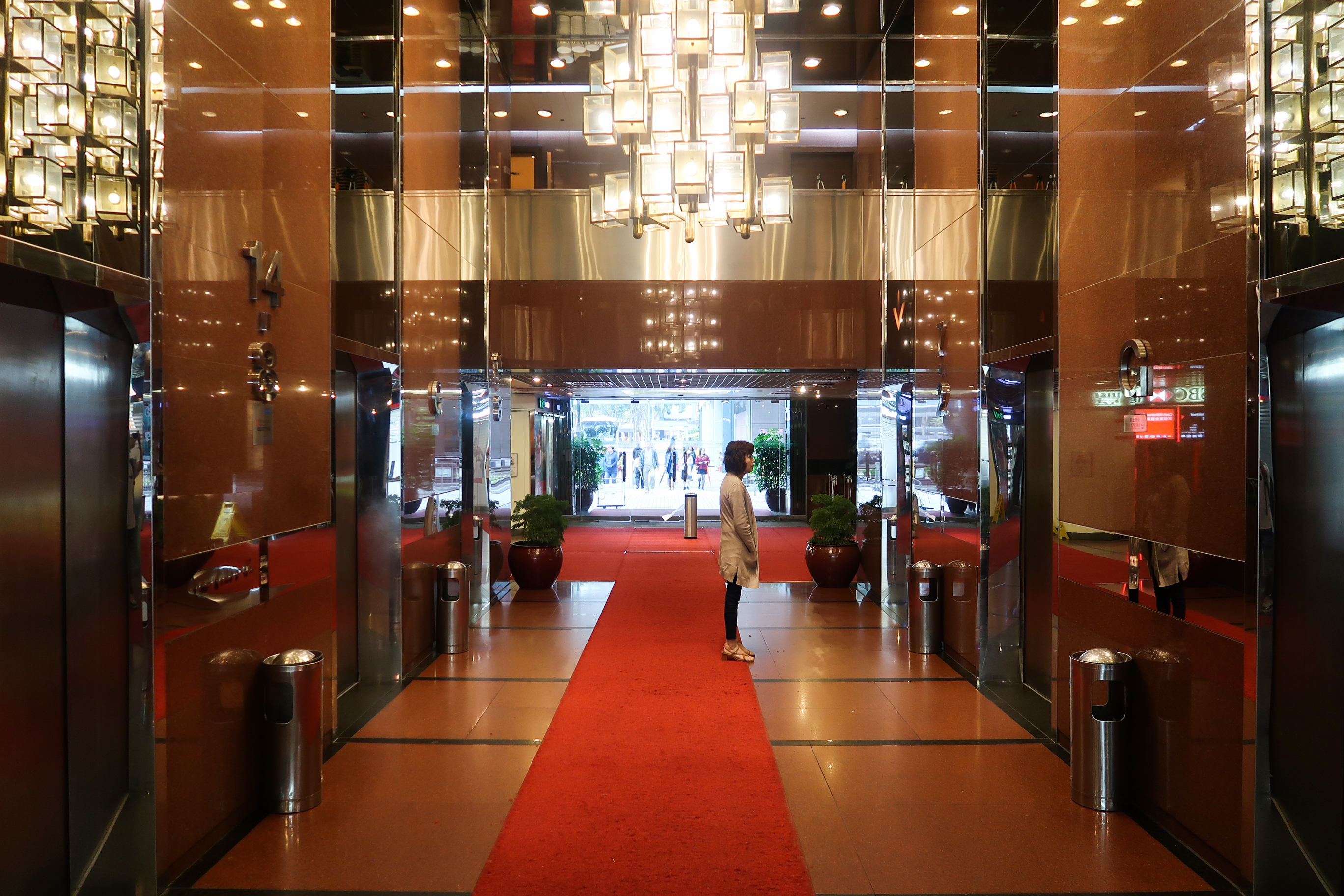
東海商業中心寫字樓大堂

東海商業中心（英語：East Ocean Centre）是一個香港商業建築物，位於九龍尖沙咀東加連威老道98號，於1982年落成（43年前）。大廈樓高14層，基座是商場，樓上是寫字樓。物業由長江實業和利興置業有限公司發展，外牆採用玻璃幕牆設計，大廈高度與鄰近的商廈港晶中心、新文華中心、幸福中心差不多。

## 租戶
- 菲律賓航空
- 馬耳他駐港名譽領事館
- 東海堂
- 匯豐銀行
- 東亞銀行
- 香港中文大學專業進修學院
- 東海海鮮酒家（已遷出）[3]

## 燈飾
每年11月至2月，大廈向噴水池的外牆都會掛上聖誕／農曆新年的節日燈飾。

## 事件
東海商業中心地下匯豐銀行在2010年4月22日發生偷竊事件，損失幾十萬港元。

## 軼事
面向加連威老道的出入口是無綫電視不少劇集和港產片的熱門外景地點，不少劇中人物都從大廈出入口步出加連威老道，然後登上私家車或的士。當中包括《龍虎風雲》。

## 外部參考
1. ↑  東海商業中心樓盤廣告. 華僑日報. 1981-05-20. 第四張第一頁.
2. ↑  . 香港經濟日報. 2010-11-23.
3. ↑  . 東海‧海都酒家（香港集團）.   [2010-05-20]. （原始内容存档于2010-05-09） （中文（繁體））.
4. ↑  . 明报. 2010-04-28  [2010-05-20]. （原始内容存档于2010-05-01） （中文（繁體））.
5. ↑  . 電影朝聖.   [2019-10-27]. （原始内容存档于2020-12-15）.